# Deh-e Naşīr
Deh-e Naşīr (persiska: دِهِ ناصِر, ده نصير) är en ort i Iran.   Den ligger i provinsen Lorestan, i den centrala delen av landet, 300 km sydväst om huvudstaden Teheran. Deh-e Naşīr ligger 1 939 meter över havet och antalet invånare är 701.
Terrängen runt Deh-e Naşīr är kuperad åt sydost, men åt nordväst är den platt.Runt Deh-e Naşīr är det ganska glesbefolkat, med 29 invånare per kvadratkilometer. Närmaste större samhälle är Alīgūdarz, 6,2 km öster om Deh-e Naşīr. Trakten runt Deh-e Naşīr består i huvudsak av gräsmarker.